# Ropponmatsu (métro de Fukuoka)
Ropponmatsu (六本松駅, Ropponmatsu-eki) est une station de la ligne Nanakuma du métro de Fukuoka. Elle est située dans l'arrondissement de Chūō à Fukuoka au Japon. Elle porte comme sous-titre Science Museum (科学館前, "Musée de la Science").

## Situation sur le réseau
Établie en souterrain, Ropponmatsu est située au point kilométrique (PK) 8,3 de la ligne Nanakuma. Elle est située entre la station Befu, en direction du terminus ouest Hashimoto, et la station Sakurazaka, en direction du terminus est Hakata.

## Histoire
La station Ropponmatsu est mise en service le 3 février 2005, lors de l'ouverture à l'exploitation des 16 stations de la ligne Nanakuma entre Tenjin-minami et Hashimoto.

## Services aux voyageurs

### Accès et accueil
La station est ouverte tous les jours.
Ropponmatsu est desservie par les rames de la ligne Nanakuma : 
- voie 1 : direction Hakata
- voie 2 : direction Hashimoto

Installations et desserte
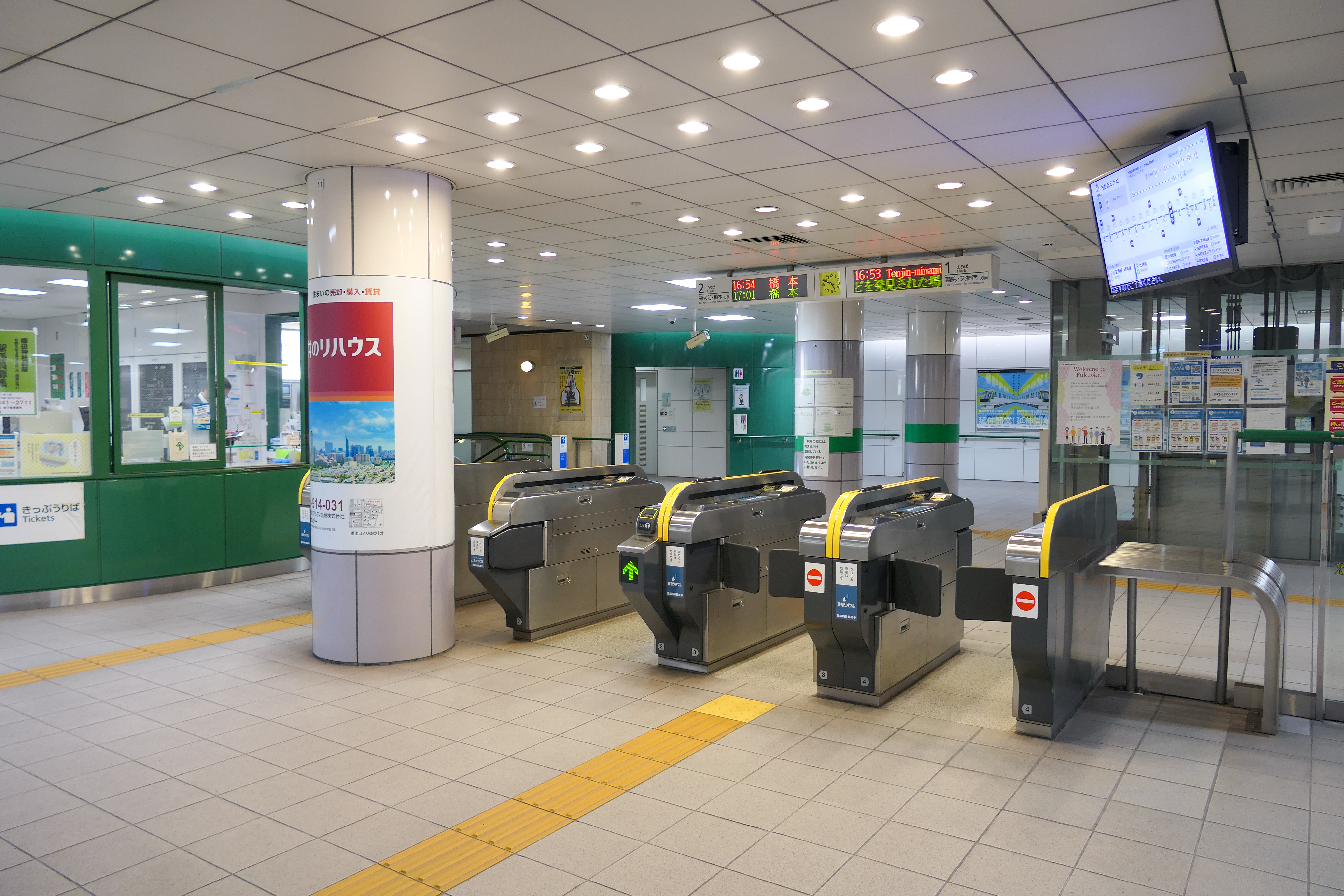
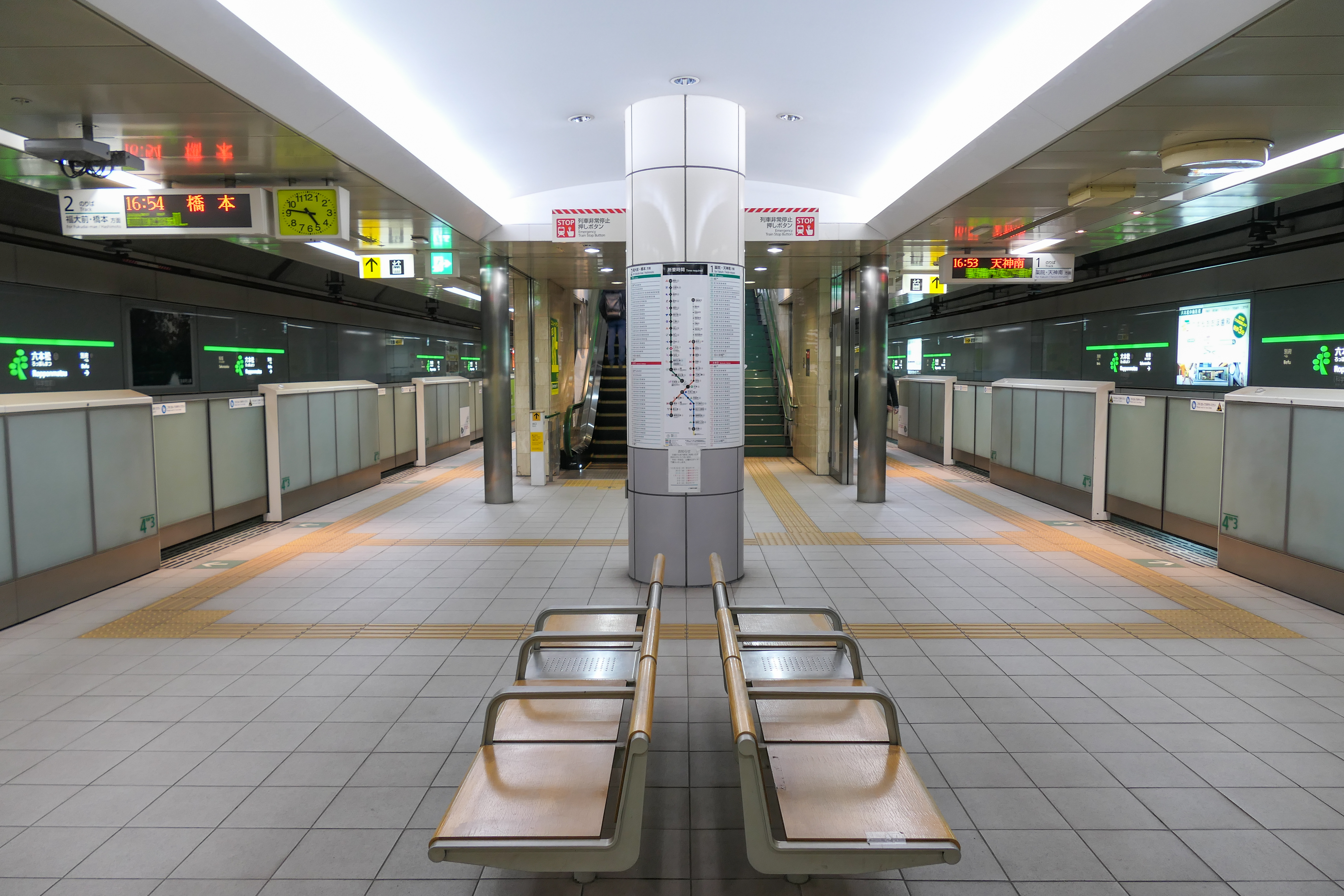

## À proximité
- Musée de la science de la ville de Fukuoka